# Associació d'Escriptors en Llengua Gallega
Associació d'Escriptors en Llengua Gallega (Asociación de Escritores en Lingua Galega, AELG) es va constituir a partir d'una junta celebrada el 3 de maig de 1980 a Santiago de Compostel·la per un grup d'escriptors, entre els quals hi havia Alfredo Conde Cid, Paco Martín, Xosé Manuel Martínez Oca, Xosé Lois Méndez Ferrín, Alfonso Pexegueiro, Manuel Rivas i Xoán Ignacio Taibo que van acordar formar una associació que defensés els interessos de la pràctica escrita en gallec seguint l'exemple de la Asociación de Escritores de Galicia que no va poder desenvolupar la seva labor a causa del desencadenament de la Guerra Civil espanyola poc després de la seva constitució.
L'AELG va celebrar el I Congrés d'Escriptors Gallecs en 1981 i participa en l'organització de les trobades Galeusca amb escriptors catalans i bascos. Durant anys va estar enfrontada a la Reial Acadèmia Gallega per considerar-la una institució immobilista que no treballava a favor de la cultura gallega. La revista Nó és el seu portaveu oficial. En l'actualitat més de 230 escriptors hi estan associats. Està reconeguda per l'Acadèmia Sueca per a presentar candidats oficials al Premi Nobel de Literatura i forma part del Congrés d'Escriptors Europeus.
L'Associació d'Escriptors en Llengua Gallega, conjuntament amb l'Associació d'Escriptors Bascos i l'Associació d'Escriptors en Llengua Catalana, forma part de la Federació Galeusca.

## Presidents
- Carlos Mella
- Xosé María Álvarez Cáccamo (president interí)
- Bernardino Graña
- Antón Avilés de Taramancos
- Uxío Novoneyra
- Euloxio Ruibal
- Cesáreo Sánchez Iglesias